# Немеравичюс, Довидас
Довидас Немеравичюс (лит. Dovydas Nemeravičius; род. 11 декабря 1996, Каунас) — литовский гребец, выступающий за сборную Литвы по академической гребле с 2013 года. Чемпион мира и Европы, победитель этапов Кубка мира, участник летних Олимпийских игр в Рио-де-Жанейро.

## Биография
Довидас Немеравичюс родился 11 декабря 1996 года в Каунасе, Литва.
Заниматься академической греблей начал в 2011 году, проходил подготовку в каунасском клубе Bangputys.
Впервые заявил о себе в гребле на международной арене в сезоне 2013 года, выступив в парных четвёрках на домашнем чемпионате мира среди юниоров в Тракае. В следующем сезоне на аналогичных соревнованиях в Гамбурге выиграл серебряную медаль в парных двойках.
В 2015 году в одиночках занял девятое место на молодёжном чемпионате мира в Пловдиве.
Попав в основной состав литовской национальной сборной, в 2016 году получил серебряную награду на европейском первенстве в Бранденбурге, финишировал шестым на этапе Кубка мира в Люцерне. Благодаря череде удачных выступлений удостоился права защищать честь страны на летних Олимпийских играх в Рио-де-Жанейро — в составе экипажа, куда также вошли гребцы Ауримас Адомавичюс, Мартинас Джяугис и Доминикас Янчёнис, в программе четвёрок парных сумел квалифицироваться лишь в утешительный финал В и расположился в итоговом протоколе соревнований на девятой строке.
После Олимпиады в Рио Немеравичюс остался в составе гребной команды Литвы на ещё один олимпийский цикл и продолжил принимать участие в крупнейших международных регатах. Так, в 2017 году в парных четвёрках он был лучшим на этапах Кубка мира в Белграде и Люцерне, на чемпионате Европы в Рачице и на чемпионате мира в Сарасоте. По итогам сезона удостоился звания лучшего спортсмена Литвы в категории «Мужская команда года».
В 2018 году в парных четвёрках стал серебряным призёром на европейском первенстве в Глазго, тогда как на мировом первенстве в Пловдиве показал двенадцатый результат. В этом сезоне их четвёрка вновь была признана лучшей спортивной командой Литвы.
В 2019 году стартовал в парных двойках на чемпионате Европы в Люцерне и на чемпионате мира в Линце-Оттенсхайме, на сей раз занял 8 и 11 места соответственно.